# Russell Herman

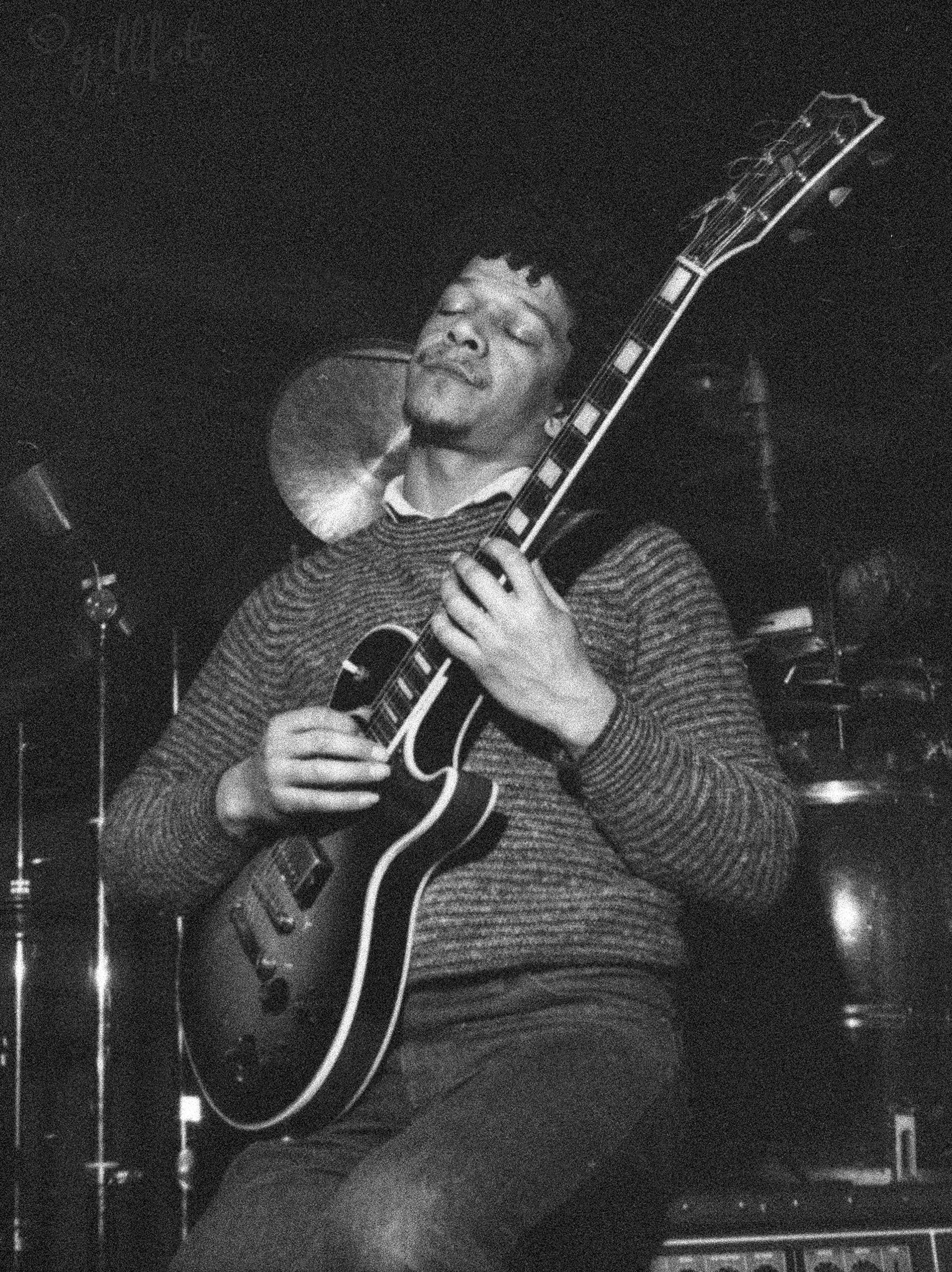
Russell Herman, 1983

Russell Herman (* 24. Dezember 1953 in Kapstadt; † 5. Oktober 1998 in London) war ein südafrikanischer Gitarrist und Musikproduzent.

## Leben und Wirken
Herman wuchs in District Six auf; nachdem seine Eltern starben, lebte er bei seinem älteren Bruder. Mit fünfzehn Jahren ging er von der Schule, um sich auf die Musik zu konzentrieren. Zunächst Autodidakt beschäftigte er sich intensiv mit der Jazz- und der spanischen Gitarre (eine seiner frühen Bands Estudio ist nach einem Stück von Andrés Segovia benannt). Bald spielte er mit Abdullah Ibrahim und mit Basil Coetzee und gründete eigene Fusionbands wie District Six, Oswietie und gemeinsam mit Bheki Mseleku und Sipho Gumede Spirits Rejoice. Mit Robbie Jansen, Pianist Tony Cedras, Flötist Qadir Khan und Violinist Louis Wald gründete er Estudio, für die er auch komponierte und arrangierte.
1982 zog er nach London, wo er mit Brian Abrahams und dessen Band (die ebenfalls District Six hieß) arbeitete und als eigenes Projekt Kintone gründete. Daneben begann er, als Musikproduzent zu arbeiten. Als 1987 Mseleku nach London folgte, spielte er in dessen Band und unterstützte diesen bei seiner weiteren Karriere. Als Produzent ist er jenseits von Mselekus Celebration mit Alben des nordindischen Flötisten Deepak Ram und des Schlagzeugers Vusi Khumalo in Erscheinung getreten. Er nahm weiterhin mit Winston Mankunku sowie mit Hi-Life International auf und war an der Einspielung von Jonas Gwangwas Album Flowers of the Nation beteiligt.

## Diskographische Hinweise
- District Six Akuzwakale (Let It Be Heard)  (1985, mit Brian Abrahams, Jim Dvorak, Mervyn Africa, Dill Katz, Ruthie und Harrison Smith)